# 兵役部
兵役部中華民國曾經設置的一個部。中華民國三十三年（1944年）九月二十六日，國防最高委員會決議設置兵役部，十月二十五日，國府公布《兵役部組織法》。翌日，特任鹿鍾麟為部長，並於十一月十六日就兵役署原址成立。兵役部直隸於行政院，並歸軍事委員會監督、指揮，辦理全國兵役行政事宜。兵役部對於各地方最高級行政長官執行該部主管事項，有指導、監督之權，其下轄有三司（役政、征補、國民兵司）、五處（總務、人事、經理、軍醫、督察等處）、四室（會計、秘書、參事、統計室），一執法監部，頗具規模。」 。中華民國三十四年（1945年）九月，抗戰勝利，兵役業務減少，兵役部縮編為兵役署，歸原軍政部建制。